# Чулков, Василий Сергеевич
Василий Сергеевич Чулков (1746 — 3 апреля 1807, Барнаул) — специалист горного дела, администратор, обер-берггауптман 4-го класса (1799), начальник Колывано-Воскресенских заводов (1799—1807), один из организаторов камнерезной промышленности на Алтае.

## Биография
Родился в 1746 году. Происходил из мелкопоместного дворянского рода. Посещал гимназию при Московском университете. В 1761 году переехал на Алтай.
С 1771 по 1779 год — служащий олонецких предприятий Карелии. В 1784—1799 годах возглавлял Локтевскую заводскую контору, после чего занимал должность начальника Колывано-Воскресенских заводов (1799—1807). Содействовал получению образования талантливого изобретателя паровых машин С. В. Литвинова - командировал в Петербург «для практического усовершенствования в механике, делания описаниев и чертежей».
Руководил постройкой Локтевской шлифовальной мельницы (1786) и Колыванской шлифовальной фабрики (1802).
Умер 3 апреля 1807 года в Барнауле.